# Kings Point (Film)
Kings Point ist ein US-amerikanischer Dokumentar-Kurzfilm aus dem Jahr 2013. Regie führte Sari Gilman. Der Film über fünf amerikanische Rentner war bei der Oscarverleihung 2013 für einen Academy Award als „Bester Dokumentar-Kurzfilm“ nominiert.

## Hintergrund
Kings Point ist ein Ort im Palm Beach County in Florida. Dort gibt es eine Rentnersiedlung, in die die Großeltern der Filmemacherin 1978 zogen. Gilman besuchte die Großeltern regelmäßig in Florida und gewann als Kind den Eindruck eines „Sommercamps für alte Menschen“. Im Laufe der Jahre bemerkte Gilman eine Veränderung in den Beziehungen der Freunde und Nachbarn untereinander, erkannte eine Veränderung der Gesprächsthemen und sah, wie die Gruppe der Senioren langsam kleiner wurde. Nachdem Gilman Kings Point 20 Jahre lang besucht hatte, befasste sich Gilman intensiver mit den Senioren der amerikanischen Gesellschaft und ihrem Lebensstil. Die Filmemacherin beschäftigte sich mit dem Alterungsprozess und seinen Folgen in einer Gesellschaft, die den hohen Wert der Selbständigkeit preist.
Die Dreharbeiten des Films dauerten zwei Jahre, weitere drei Jahre vergingen in der Postproduktion. Insgesamt arbeitete Gilman zehn Jahre an der Dokumentation.

## Handlung
Sari Gilman begleitet Jane, Mollie, Gert, Bea und Frank, die in Kings Point in Florida in einem Altersruhesitz, einer „Rentnersiedlung“, wohnen. Frank verbringt viel Zeit mit Bea, aber eigentlich wünscht er sich eine etwas jüngere Frau an seiner Seite. Gert möchte keinesfalls zu ihren Kindern ziehen, während Mollie nach dem Tod ihres Ehemanns wünscht, sie hätte New York niemals verlassen. Die fünf Senioren sprechen mit Gilman über die sich verändernden Freundschaften, darüber, wie schwer es ist im Alter tiefe Freundschaften zu pflegen. Sie berichten über Liebe im Alter und erzählen, warum man seine Krankheitsgeschichten in Kings Point für sich behält. 
Gilman geht in ihrem Film auch auf die Schattenseiten des Alterns ein und erzählt von Krankheit, Einsamkeit und Tod. 

## Rezeption
Michael Winerip sah den Film für die New York Times und beurteilte Kings Point als „bewegend“ („moving“). Er empfiehlt den Film, auch wenn er nicht immer einfach anzusehen sei („I recommend it, though the film is not always easy to watch.“).